# Список глав правительства Нигера
Список глав правительства Нигера включает лиц, возглавлявших правительство Нигера со времени провозглашения в 1958 году автономной Республики Нигер, пришедшей на смену французской заморской территории в Западной Африке.
В историографии используется выделение периодов страны по времени действия конституций (по аналогии с выделением периодов истории Французской республики):
- Первая республика (фр. La 1re république) — Конституция 8 ноября 1960 года;
- Вторая республика (фр. La 2e république) — Конституция 24 сентября 1989 года;
- Третья республика (фр. La 3e république) — Конституция 26 декабря 1992 года;
- Четвёртая республика (фр. La 4e république) — Конституция 12 мая 1996 года;
- Пятая республика (фр. La 5e république) — Конституция 18 июля 1999 года;
- Шестая республика (фр. La 6e république) — Конституция 4 августа 2009 года;
- Седьмая республика (фр. La 7e république) — Конституция 31 октября 2010 года.

В настоящее время правительство страны возглавляет Премьер-министр Республики Нигер (фр. Premier ministre de la République du Niger), назначенный военной хунтой, пришедшей к власти в результате переворота в июле 2023 года. Посвящённые правительству статьи конституции, действие которой было приостановлено хунтой 26 июля 2023 года, с 73 по 80, устанавливают, что президент назначает премьер-министра, кандидатуру которого выдвигает Национальное собрание (парламент), и поручает ему сформировать кабинет министров. Глава правительства председательствует на заседаниях кабмина, координирует и контролирует его деятельность, распределяет задачи между министрами. Премьер-министр также составляет программу деятельности правительства и представляет её на утверждение Национальному собранию.
Использованная в первом столбце таблиц нумерация является условной; также условным является использование в первом столбце цветовой заливки, служащей для упрощения восприятия принадлежности лиц к различным политическим силам без необходимости обращения к столбцу, отражающему партийную принадлежность. Наряду с партийной принадлежностью, в столбце «Партия» также отражён беспартийный статус персоналий. В столбце «Выборы» отражены состоявшиеся выборные процедуры или иные основания получения полномочий главы государства, утвердившего после своего вступления в должность главу правительства. Для удобства список дополнен разделом «Обзор», призванным пояснить особенности политической жизни страны.

## Обзор
После провозглашения автономной Республики Нигер (фр. République du Niger) в составе Французского сообщества 18 декабря 1958 года действующий председатель Совета министров Амани Диори стал главой государства. После победы возглавляемой им Нигерской прогрессивной партии (НПП) на выборах в Территориальное собрание, где её представители заняли большинство депутатских мест, в стране сложилась однопартийная система (партия парламентского меньшинства Саваба была запрещена). 3 августа 1960 года Нигер был провозглашён независимой республикой. 8 ноября Национальное собрание приняло первую конституцию и избрало Диори президентом, пост главы правительства упразднялся. 9 ноября Диори официально принёс присягу, в 1965 и 1970 годах он одержал победу на безальтернативных выборах.
15 апреля 1974 года в ходе успешного государственного переворота Диори был арестован, временным главой государства объявлен начальник Генерального штаба армии полковник Сейни Кунче. 17 апреля военные создали Верховный военный совет (ВВС; фр. Conseil Militaire Suprême), председателем которого был избран Кунче. В тот же день Кунче, оставаясь председателем Совета, был назначен главой государства. Он не прекращал попыток повысить уровень жизни населения и стабилизировать экономику. Однако падение цен на уран в начале 1980-х годов (добыча урана является важнейшей отраслью экономики Нигера) резко ухудшило экономическое положение страны. 10 ноября 1987 года Сейни Кунче умер. Временным главой государства и Совета стал полковник Али Саибу. 14 ноября офицерами Вооружённых сил Саибу был официально утверждён в должности председателя ВВС. В 1988 году полковник инициировал создание единой партии Национальное движение за общество развития. В мае 1989 года на учредительном съезде партии был сформирован Высший совет по национальной ориентации (фр. Conseil Supérieur d’Orientation Nationale), возглавленный Саибу и заменивший собой ВВС. В сентябре на референдуме была принята новая конституция, допускавшая многопартийную систему. В декабре прошли парламентские и президентские выборы, на которых одержал победу Саибу. Однако уже в 1991 году Национальное собрание было распущено, а функции органа законодательной власти перешли к Высшему совету. В марте 1993 года прошли парламентские выборы — депутаты избрали премьер-министром Махамаду Иссуфу.
27 января 1996 года в ходе вооружённого переворота Усман и премьер-министр Хама Амаду были арестованы, временным главой государства стал генерал Ибрагим Баре Майнассара, главой правительства — Букари Аджи. Власть в стране перешла к Совету национального спасения (СНС; фр. Conseil de Salut National), председателем которого также стал Майнассара. В июле состоялись президентские выборы, на которых одержал победу Майнассара, а в ноябре — парламентские, после которых премьер-министром стал Амаду Сиссе. В феврале 1998 года Нигерская партия за самоуправление, Партия за национальное единство и развитие и Объединение за демократию и социальный прогресс создали оппозиционный СНС блок Альянс демократических и общественных сил, который одержал победу на выборах в местные органы власти. Верховный суд аннулировал результаты голосования, после чего в стране начались массовые волнения и беспорядки. 9 апреля 1999 года в Нигере произошёл государственный переворот, в результате которого президент страны Майнассара был убит собственными телохранителями. Через два дня, 11 апреля, командир президентской гвардии майор Дауда Малам Ванке объявил себя главой государства и председателем Совета национального примирения (фр. Conseil de Réconciliation Nationale), пришедшего на смену СНС. В июле Ванке подписал декрет о вступлении в действие новой конституции, в соответствии с которой в октябре — ноябре состоялись президентские выборы. Победу одержал Мамаду Танджа. В мае 2009 года на фоне напряжённой ситуации на севере страны (туарегское население выступало за автономию региона) Танджа принял на себя чрезвычайные полномочия и распустил Национальное собрание. В июне принял попытку внести поправки в конституцию, позволившие бы ему баллотироваться на третий срок, и распустил Конституционный суд, пытавшийся помешать этому. Несмотря на массовые акции протеста, 4 августа в стране прошёл референдум, на котором была принята новая конституция. В октябре члены Национального собрания избрали главой правительства Али Баджо Гаматье.
18 февраля 2010 года в ходе очередного переворота Мамаду Танджа и Гаматье были арестованы, а власть перешла к Верховному совету по восстановлению демократии (фр. Conseil Suprême pour la Restauration de la Démocratie) под председательством командующего подразделением тяжёлой артиллерии Салу Джибо. 22 февраля Джибо официально объявлен главой государства, а на следующий день назначил премьер-министром Махамаду Данду. В январе — марте 2011 года состоялись выборы в Национальное собрание, большинство мест в котором заняли представители Нигерской партии за демократию и социализм. Депутаты парламента избрали Бриги Рафини главой правительства. В декабре 2020 — феврале 2021 годов прошли выборы, после которых новоизбранный состав парламента назначил премьер-министром Ахмуду Махамаду. 26 июля 2023 года Махамуду вместе с президентом были задержаны группой военных, в тот же день для управления страной был создан Национальный совет по охране Родины (фр. Conseil national pour la sauvegarde de la Patrie). 27 июля представитель Совета Амаду Абдрахман объявил о низложении Базума. 28 июля один из членов Совета, Абдурахман Тчиани, провозгласил себя его председателем и главой государства. 8 августа кабинет министров возглавил Али Ламин Зейн.

## Список
Курсивом и серым цветом выделена дата начала полномочий Хассуми Массауду, провозгласившего себя в Риме временным главой правительства после свержения Мухаммеда Базума.
| | Портрет          | Имя (годы жизни)                                       | Полномочия       | Полномочия       | Партия                                                                | Выборы           | Кабинет                | Пр.    |
| Начало | Портрет          | Имя (годы жизни)                                       | Окончание        |                  | Партия                                                                | Выборы           | Кабинет                | Пр.    |
| --- | ---------------- | ------------------------------------------------------ | ---------------- | ---------------- | --------------------------------------------------------------------- | ---------------- | ---------------------- | ------ |
| 1 |                  | Амани Диори (1916—1989) фр. Hamani Diori               | 18 декабря 1958  | 9 ноября 1960    | Нигерская прогрессивная партия — Африканское демократическое движение | [ комм. 1 ]      | Диори                  | [ 7 ]  |
| С 10 ноября 1960 года по 24 января 1983 года — должность упразднена (правительство подчинено непосредственно президенту Нигера) |                  |                                                        |                  |                  |                                                                       |                  |                        |        |
| 2 (I) |                  | Маман Умару (1945—) фр. Mamane Oumarou                 | 24 января 1983   | 14 ноября 1983   | беспартийный                                                          | [ комм. 2 ]      | Умару (I)              | [ 8 ]  |
| 3 |                  | Хамид Альгабид (1941—) фр. Hamid Algabid               | 14 ноября 1983   | 15 июля 1988     | беспартийный                                                          | [ комм. 2 ]      | Альгабид               | [ 8 ]  |
| 2 (II) |                  | Маман Умару (1945—) фр. Mamane Oumarou                 | 15 июля 1988     | 20 декабря 1989  | Национальное движение за общество развития                            | [ комм. 2 ]      | Умару (II)             | [ 8 ]  |
| С 20 декабря 1989 года по 2 марта 1990 года — должность упразднена                                                              |                  |                                                        |                  |                  |                                                                       |                  |                        |        |
| 4 |                  | Алиу Махамиду (1936—1996) фр. Aliou Mahamidou          | 2 марта 1990     | 27 октября 1991  | Национальное движение за общество развития                            | 1989             | Махамиду               | [ 8 ]  |
| 5 |                  | Амаду Сеифу (1942—) фр. Amadou Cheiffou                | 27 октября 1991  | 17 апреля 1993   | беспартийный                                                          | 1989             | Сеифу                  | [ 8 ]  |
| 6 |                  | Махамаду Иссуфу (1952—) фр. Mahamadou Issoufou         | 17 апреля 1993   | 28 сентября 1994 | Нигерская партия за демократию и социализм — Тарайя                   | 1993             | Иссуфу                 | [ 9 ]  |
| 7 |                  | Сулей Абдулайе (1965—) фр. Souley Abdoulaye            | 28 сентября 1994 | 8 февраля 1995   | Демократическая и социальная конвенция — Рахама                       | 1993             | Абдулайе               | [ 8 ]  |
| 8 (I) |                  | Амаду Сиссе (1948—) фр. Amadou Cissé                   | 8 февраля 1995   | 21 февраля 1995  | беспартийный                                                          | 1993             | Сиссе (I)              | [ 10 ] |
| 9 (I) |                  | Хама Амаду (1950—2024) фр. Hama Amadou                 | 21 февраля 1995  | 27 января 1996   | Национальное движение за общество развития — Нассара                  | 1993             | Амаду (I)              | [ 11 ] |
| 10 |                  | Букари Аджи (1939—2018) фр. Boukary Adji               | 30 января 1996   | 21 декабря 1996  | беспартийный                                                          | [ комм. 4 ]      | Аджи                   | [ 12 ] |
| 8 (II) |                  | Амаду Сиссе (1948—) фр. Amadou Cissé                   | 21 декабря 1996  | 27 ноября 1997   | Объединение за демократию и прогресс                                  | 1996             | Сиссе (II)             | [ 13 ] |
| 11 |                  | Ибрагим Хассан Маяки (1951—) фр. Ibrahim Assane Mayaki | 27 ноября 1997   | 3 января 2000    | Национальный союз независимых за демократическое обновление           | 1996             | Маяки                  | [ 14 ] |
| 9 (II—V) |                  | Хама Амаду (1950—2024) фр. Hama Amadou                 | 3 января 2000    | 17 сентября 2001 | Национальное движение за общество развития — Нассара                  | 1999             | Амаду (II)             | [ 11 ] |
| 9 (II—V) | 17 сентября 2001 | Хама Амаду (1950—2024) фр. Hama Amadou                 | 9 ноября 2002    | Амаду (III)      | Национальное движение за общество развития — Нассара                  | 1999             |                        | [ 11 ] |
| 9 (II—V) | 9 ноября 2002    | Хама Амаду (1950—2024) фр. Hama Amadou                 | 30 декабря 2004  | Амаду (IV)       | Национальное движение за общество развития — Нассара                  | 1999             |                        | [ 11 ] |
| 9 (II—V) | 30 декабря 2004  | Хама Амаду (1950—2024) фр. Hama Amadou                 | 7 июня 2007      | 2004             | Национальное движение за общество развития — Нассара                  | Амаду (V)        |                        | [ 11 ] |
| 12 |                  | Сейни Умару (1950—) фр. Seyni Oumarou                  | 7 июня 2007      | 2004             | Национальное движение за общество развития — Нассара                  | 23 сентября 2009 | Умару                  | [ 15 ] |
| и. о. |                  | Альбаде Абуба (?—) фр. Albadé Abouba                   | 23 сентября 2009 | 2004             | Национальное движение за общество развития — Нассара                  | 8 октября 2009   | Умару                  | [ 16 ] |
| 13 |                  | Али Баджо Гаматье (1957—) фр. Ali Badjo Gamatié        | 8 октября 2009   | 2004             | Национальное движение за общество развития — Нассара                  | 18 февраля 2010  | Умару                  | [ 17 ] |
| С 18 по 23 февраля 2010 года — должность вакантна                                                                               |                  |                                                        |                  |                  |                                                                       |                  |                        |        |
| 14 |                  | Махамаду Данда (1951—) фр. Mahamadou Danda             | 23 февраля 2010  | 7 апреля 2011    | беспартийный                                                          | [ комм. 6 ]      | Данда                  | [ 18 ] |
| 15 (I—II) |                  | Бриги Рафини (1953—) фр. Brigi Rafini                  | 7 апреля 2011    | 2 апреля 2016    | Нигерская партия за демократию и социализм — Тарайя                   | 2011             | Рафини (I)             | [ 19 ] |
| 15 (I—II) | 2 апреля 2016    | Бриги Рафини (1953—) фр. Brigi Rafini                  | 3 апреля 2021    | 2016             | Нигерская партия за демократию и социализм — Тарайя                   | Рафини (II)      |                        | [ 19 ] |
| 16 |                  | Ахмуду Махамаду (1954—) фр. Ouhoumoudou Mahamadou      | 3 апреля 2021    | 26 июля 2023     | Нигерская партия за демократию и социализм — Тарайя                   | 2021             | Махамаду               | [ 20 ] |
| С 26 июля по 8 августа 2023 года — должность вакантна                                                                           |                  |                                                        |                  |                  |                                                                       |                  |                        |        |
| и. о. |                  | Хассуми Массауду (1957—) фр. Hassoumi Massaoudou       | 27 июля 2023     | действующий      | Нигерская партия за демократию и социализм — Тарайя → беспартийный    | [ комм. 9 ]      | кабинет не сформирован | [ 21 ] |
| 17 |                  | Али Ламин Зейн (1965—) фр. Ali Lamine Zeine            | 8 августа 2023   | действующий      | беспартийный                                                          | [ комм. 10 ]     | Зейн                   | [ 6 ]  |